# Fourth United States Army
Die Fourth United States Army (deutsch 4. US-Armee) war ein Heeres-Großverband der United States Army, der von 1922 bis 1971 bestand.

## Geschichte
Die 4th US Army wurde 1922 in New York als Verband der United States Army Reserve aufgestellt. Am 9. August 1932 wurde sie der Reserve entzogen und als eine von vier aktiven Armeen der regulären Armee zugeteilt. Das Headquarters befand sich ab Sommer 1932 in Omaha, Nebraska und ab Juni 1936 im Presidio von San Francisco. Nach dem „Joint Action“-Plan von 1935 erhielt die Armee die Zuständigkeit für die Verteidigung der Pazifikküste. Im März 1941 wurde im Zuständigkeitsbereich der Armee das Western Defense Command eingerichtet, dem sie unterstellt wurde. Nach dem Kriegseintritt der USA im Dezember 1941 wurde daraus das Western Theater of Operations. Von März bis November 1942 war die Armee an der Zwangsumsiedlung von etwa 110.000 japanischstämmigen Amerikanern von der Westküste in rückwärtige Gebiete beteiligt.
Am 7. Januar 1944 wurde das Hauptquartier der Armee nach Fort Sam Houston, Texas, verlegt, um dort die Aufgaben der für den Einsatz in Europa vorgesehenen 3rd US Army zu übernehmen. Die 4th US Army war an der Aufstellung der Kampftruppen beteiligt, aus denen die 9th und 15th US Army gebildet wurden.
Nach dem Kriegsende war die Armee für Rekrutierung und Ausbildung in den südwestlichen Vereinigten Staaten zuständig. Im Juli 1971 wurde sie in Fort Sam Houston mit der 5th US Army vereinigt und damit aufgelöst. Zwischen 1984 und 1992 wurde die 5th US Army nochmals für kurze Zeit reaktiviert.

## Oberbefehlshaber (Auswahl)
- Paul B. Malone (1935–1936)
- George S. Simonds (1936–1938)
- Albert Jesse Bowley (1938–1939)
- John L. DeWitt (1939–1943)
- William Hood Simpson (1943–1944)
- John P. Lucas (1944–1945)
- Alexander M. Patch (1945)
- Jonathan M. Wainwright (1946–1947)
- Thomas T. Handy (1947–1949)
- LeRoy Lutes (1949–1952)
- William M. Hoge (1952–1953)
- Haydon L. Boatner (1953) (kommissarisch)
- John E. Dahlquist (1953–1955)
- Samuel T. Williams (1955)
- John H. Collier (1955–1958)
- Donald Prentice Booth (1961–1962)
- Carl H. Jark (1962–1964)
- Robert W. Colglazier (1964–1966)
- Thomas W. Dunn (1966–1967)
- Lawrence J. Lincoln (1967–1968)
- Harry H. Critz (1968–1971)
- George G. O’Connor (1971 im Amt verstorben)
- Edward C. Peter II (1984–1986)
- James R. Hall (1989–1991)